# Chi Hỏa hoàng
Ascocentrum là một chi thực vật có hoa trong họ Lan.
Từ năm 2012, tất cả các loài thuộc chi Ascocentrum được chuyển sang chi Vanda.